# Sciades perversus
Sciades perversus là một loài bọ cánh cứng trong họ Cerambycidae.